# Estoa sur (Aso)
Estoa sur es el nombre moderno de una antigua estoa, o pórtico, de la ciudad de Aso en la región histórica de Tróade, en Asia Menor, en la actual Turquía. Estaba situada en el extremo sur del ágora de la ciudad.

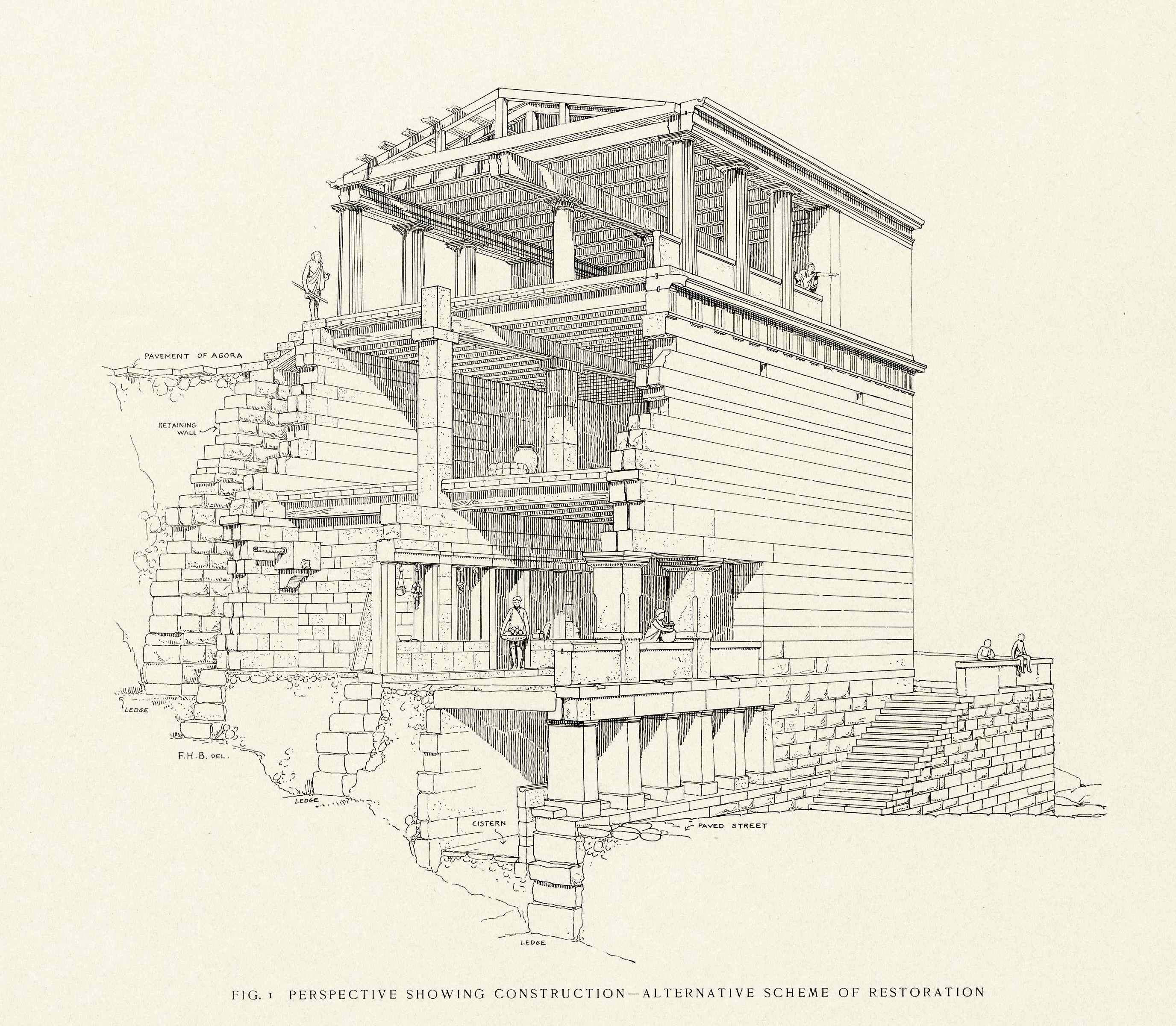
Dibujo transversal de la Estoa.

Fue construida en el período helenístico y data de alrededor del 300-100 a. C. Era de estilo dórico.y medía unos 69,1 m de largo y unos 10,6 m de ancho. El edificio tenía cuatro plantas. De cara al ágora, solo se veía la última, por lo que parecía de una sola planta en esa dirección. Las tres inferiores estaban en la empinada ladera de la colina urbana, por lo que la altura total del edificio era de unos 24,9 m. Las plantas inferiores se utilizaban, entre otras cosas, como almacén.
En la planta baja, o primer piso de la estoa, había cisternas o depósitos de agua. El segundo piso tenía 13 habitaciones que daban a un pasillo que recorría todo el edificio. La tercera planta estaba dividida en dos naves por una fila de 20 columnas. La cuarta planta, que daba al ágora, estaba igualmente dividida en dos naves por una fila de 20 columnas. La fachada del lado del ágora tenía 21 columnas dóricas.
Se cree que habría un quinto piso de dos plantas, con una fachada de semicolumnas dóricas dobles y capiteles con palmetas en las columnas del interior.